# Dendrobium affine
Dendrobium affine là một loài thực vật có hoa trong họ Lan. Loài này được (Decne.) Steud. mô tả khoa học đầu tiên năm 1840.